# 79087 Scheidt
79087 Scheidt è un asteroide della fascia principale. Scoperto nel 1977, presenta un'orbita caratterizzata da un semiasse maggiore pari a 2,5827373 UA e da un'eccentricità di 0,1964006, inclinata di 12,75255° rispetto all'eclittica.
L'asteroide è dedicato al compositore tedesco Samuel Scheidt.